# Rivulus leucurus
Rivulus leucurus är en fiskart som beskrevs av Fowler, 1944. Rivulus leucurus ingår i släktet Rivulus och familjen Rivulidae. Inga underarter finns listade i Catalogue of Life.